# Lavet

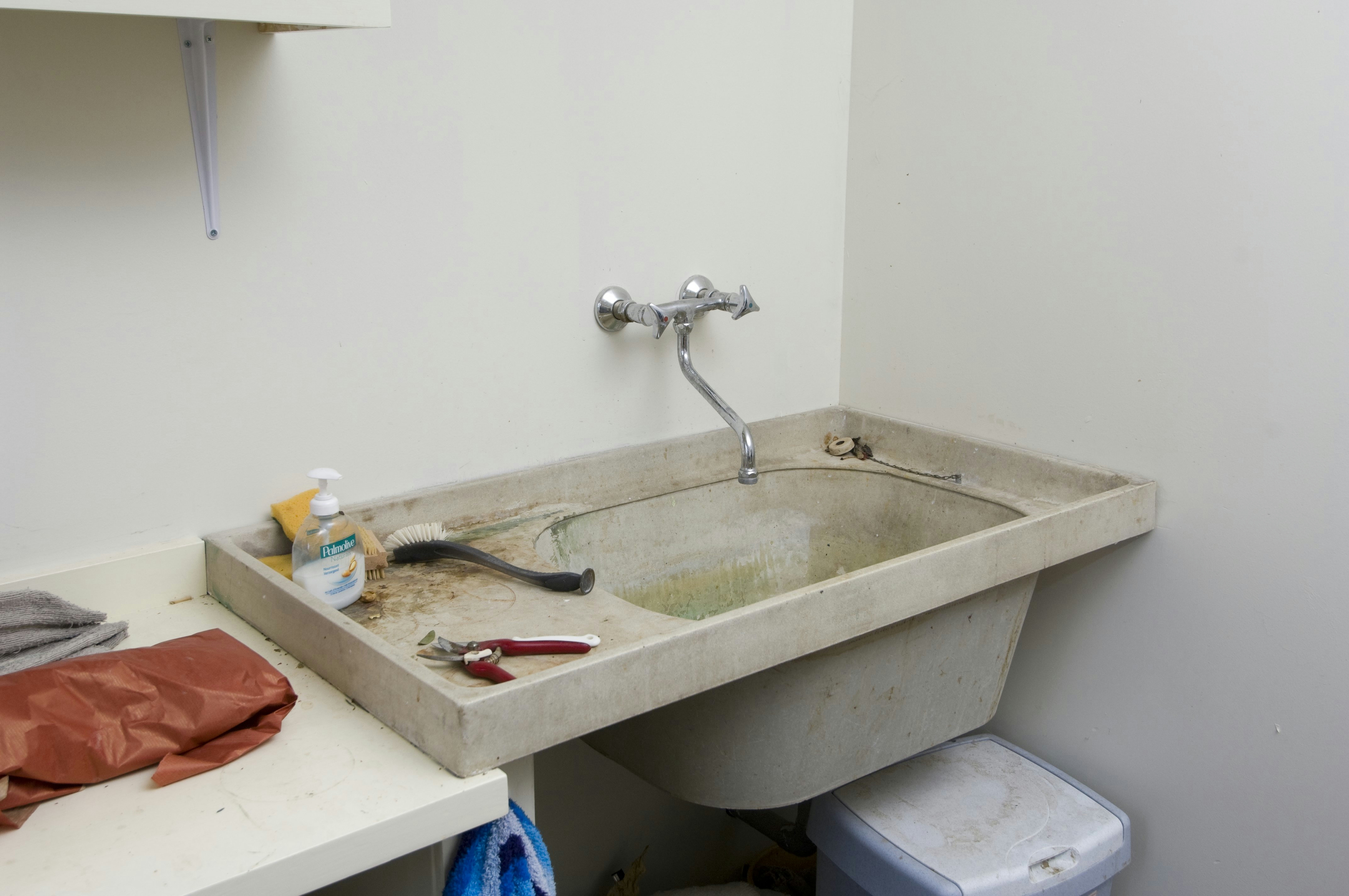
Een lavet

Een lavet houdt het midden tussen een gootsteen en een badkuip en werd vooral in de jaren vijftig en jaren zestig van de 20e eeuw toegepast in de sociale woningbouw. Het is een Nederlands ontwerp en werd vervaardigd van kunstnatuursteen door de Ocrietfabriek te Baarn. Het woord lavet is afgeleid van de namen van de drie bedenkers: LAupman - Van der Eerde - Trip.
De wasgelegenheid is multifunctioneel:
- het biedt de mogelijkheid voor het baden van vooral de kinderen;
- in de kuip kan een langzaamwasser geplaatst worden op de afvoer;
- in het plateau ernaast kan een centrifuge geplaatst worden;
- de kuip is zeer geschikt voor het inweken van wasgoed;
- de kuip werd ook gebruikt voor het schoonwassen van groenten (voor de weck bijvoorbeeld).

Het lavet bestaat uit een plateau met een vrij hoge opstaande rand met eenzijdig een eronder gemonteerde kuip van zo'n 40 cm diep, zodat naast de kuip een vlakke ruimte overblijft. Midden in de kuip zit een afsluitbaar afvoerrooster. Het geheel is gemaakt van kunstgraniet en wordt op gootsteenhoogte (of iets lager) gemonteerd in een meestal kleine badruimte of ook wel in bijkeuken of schuur. Men kan er in zitten, hoewel dat voor volwassenen tamelijk krap is. Voor het baden van kinderen was het een hele vooruitgang ten opzichte van het baden in de zinken tobbe voor de keukenkachel. Kinderen konden staande in de kuip gemakkelijk gewassen en gedroogd worden op een hoogte, waarbij vader, moeder of iemand anders rechtop kon blijven staan. Ook is het mogelijk voor volwassenen het als "zitbad" gebruiken door te gaan zitten op het plateau naast de kuip met de benen erin. Vaak was er de mogelijkheid om staand in de kuip een douche te nemen of was er naast het lavet een ophangmogelijkheid voor de "douche slang" om een douche te nemen. Dit kon omdat het lavet zich in de algemene wasruimte (voor zowel mens, kleren als voedsel) bevond, met een afvoerputje in de bodem, meestal onder het lavet en nabij diens afvoer. 
Met het luxer worden van badruimtes met douches en douchecabines is het lavet in onbruik geraakt. Met name de klauterpartij om er in te komen is voor ouderen nogal een toestand, het er weer uit komen zo mogelijk nog meer.